# Polnische Ostern
Polnische Ostern ist eine deutsch-polnische Filmkomödie aus dem Jahr 2011. Henry Hübchen spielte unter der Regie von Jakob Ziemnicki die Hauptrolle eines Deutschen, der seine Enkelin aus Polen nach Deutschland zurückholen möchte. Produziert wurde der Film im Rahmen des Kleinen Fernsehspiels vom ZDF. So wie viele Komödien über den Zusammenprall von Kulturen balanciert Polnische Ostern „auf dem schmalen Grat zwischen Affirmation und Dekonstruktion landläufiger Klischees“. Während ein Teil der deutschen Kritik die nationalen Vorurteile und Klischees zugespitzt und widerlegt sah, stellte ein anderer Teil fest, dass sie bekräftigt würden: Der gezeigte Deutsche ist griesgrämig und bieder, die Polen im Film sind arm, klauen Autos und leben sehr katholisch.

## Handlung
Nach dem Unfalltod der Mutter lebt Mathilda bei ihrem Großvater, dem Bäckermeister Werner Grabosch. Tadeusz, der Vater von Mathilda, bekommt das Sorgerecht zugesprochen. Sie verlässt Rendsburg und zieht mit ihm ins polnische Tschenstochau. Der Großvater hält nichts von dem Vater und will seine Enkelin zurückholen. Deshalb besucht er, der Atheist, zu Ostern Tadeusz’ katholische Familie. Er will mit der Videokamera Beweise sammeln, dass die Familie seiner Enkelin schadet.
Die Befürchtungen Graboschs scheinen sich zu bewahrheiten. Tadeusz wohnt nicht im eigenen Haus, da es sich noch im Rohbau befindet, sondern in einem Plattenbau bei seiner egozentrischen Mutter Irena. Zudem scheint er in dubiose Geschäfte verwickelt zu sein; schließlich kämpft seine streng religiöse Frau Agnieszka mit psychischen Problemen. Grabosch versucht zunächst vergeblich, den polnischen Sozialdienst zu überzeugen, dass das Kind in ungeeigneter Obhut lebt. Allmählich lebt sich Grabosch bei der Familie ein und kommt Irena nah, was ihn in Verwirrungen stürzt.
Beim traditionellen Osterfrühstück fühlt er sich bei der Familie bereits heimisch und, gegen seinen ursprünglichen Willen, als Teil der Familie. In diesem Moment steht der polnische Sozialdienst vor der Tür, bringt Mathilda in ein Kinderheim. Grabosch gibt Tadeusz Geld, damit dieser sein Haus fertigstellen und gegenüber der Behörde geregelte Verhältnisse vorweisen kann; im Gegenzug trotzt er ihm die Zusage ab, Mathilda nach Deutschland zurückholen zu dürfen. Mathilda kehrt zum Vater zurück und freut sich über das neue eigene Zimmer. Grabosch sieht ein, dass sie beim Vater besser aufgehoben ist, trotzdem empfindet er seinen Misserfolg als Niederlage. Nach Rendsburg zurückgekehrt, erhält Grabosch im folgenden Sommer einen Brief von Mathilda und reist zu seiner „neuen Familie“ nach Polen.

## Rezeption
Die Jury der Deutschen Film- und Medienbewertung verlieh dem Film das Prädikat „Besonders wertvoll“ mit der Begründung:
„Eine hübsche und sehr sympathische Geschichte rund um deutsch-polnische familiäre Verwicklungen und gegenseitiges Kennenlernen und Verstehen. Man muss nur den Willen dazu zeigen. Mit ruhigem Rhythmus inszenierte Jakob Ziemnicki dieses Erstlingswerk mit einem schön gewählten polnisch-deutschen Schauspielensemble, aus dem besonders Henry Hübchen als Grabosch, Adrian Topol als Mathildas Vater und auch die kleine Paraschiva Dragus als Mathilda herausragen. Die Kameraführung und die passende musikalische Begleitung runden das kleine Spiel um Zwischenmenschliches über die Grenzen hinweg ab.“
Der Stern schreibt: „In seiner Komödie Polnische Ostern gelingt es Jakob Ziemnicki, Vorurteile liebevoll zu bestätigen und gleichzeitig abzubauen – ein charmanter Beitrag zur Völkerverständigung. 4 von 5 Sternen!“
Die B.Z. schreibt: „Eine bissige Komödie, die mit Vorurteilen zwischen Deutschland und Polen aufräumen will. Das gelingt bestens, weil Klischees auf menschlich-liebevolle Weise zerbröselt werden. Situationskomische Momente laden zum lautstarken Lachen ein – hoffentlich auf beiden Seiten der Oder, denn Humor verbindet!“
Knut Elstermann auf Radio 1: „Bäckermeister Grabosch, wunderbar grimmig von Henry Hübchen gespielt, hat Frau und Tochter verloren, sein einziges Glück ist seine Enkelin. Doch auch dieses Kind verliert er – an den polnischen Vater, der das Mädchen zu sich nimmt. Mit allen gängigen Vorurteilen im Gepäck reist ihr Grabosch ins Nachbarland hinterher, wo er eine erstaunliche Einsicht gewinnt: das sind ganz normale Leute wie du und ich. Der in Polen geborene Regisseur Jan Ziemnicki spielt in seinem zurückhaltend und sorgsam inszenierten Film mit den Klischees und zeigt liebevoll die Menschen dahinter. 3 von 5 Filmrollen. Sollte man sehen.“
Kino.de schreibt, dass der Film sehr von der Leistung Henry Hübchens profitiere. Die eigentliche Geschichte werde eingerahmt von Anekdoten, die sowohl die deutsche als auch die polnische Seite auf den Arm nehmen. Der Humor sei subtil, zuweilen melancholisch, was durch den Soundtrack verstärkt werde. Die Kameraführung sei fast statisch, so dass die Leistung der Schauspieler voll zur Geltung komme.
Kino-zeit.de meint, dass der Film eine Culture-Clash-Komödie mit eher gebremstem Schwung sei. Der Charme des Films erschließe sich erst auf den zweiten Blick. „Etwas mehr Biss und satirische Schärfe hätten den Anliegen des Films sicher nicht geschadet.“
Welt.de schreibt: „Mit jedem Klischee, das von nun an bedient wird, geht es mit dem Humor des Films bergab, denn statt wirkungsvoll aufeinander prallende Stereotypen häufen sich nur schlecht durchdachte Ungereimtheiten.“